# الحيانية (حلب)
الحيانية  قرية سوريّة تتبع إداريّاً لمحافظة حلب منطقة جبل سمعان ناحية تل الضمان، بلغ تعداد سكانها 286 نسمة حسب التعداد السكاني لعام 2004.